# Sentimientos maltratados
Sentimientos maltratados es el primer extended play (EP) del cantante mexicano Lalo Brito, publicado el 21 de mayo de 2015 de manera independiente.
El sencillo «Mientras me enamoras» en colaboración con Danna Paola fue el que obtuvo mayor rendimiento comercial, sobre todo en Spotify, además recibió una nominación los Kids' Choice Awards México 2016 en la categoría canción favorita.

## Antecedentes
Brito decidió titular el EP Sentimientos maltratados haciendo alusión a que las canciones incluidas fueron «maltratadas» antes de lanzarlas. Esto se debe a que después de la separación de La Nueva Banda Timbiriche, de la cual fue miembro, él decide iniciar su carrera como solista. Buscó oportunidad en diferentes disqueras para lanzar su carrera como solista, sin embargo, al no ser aceptado por ninguna de ellas, decide dejar la música de lado y se dedica a estudiar Mercadotecnia.

### Canciones
- Las canciones fueron escritas y  producidas  por Lalo junto a otros colegas.[3][4]
- Brito define a la mayoría de las canciones como autobiográficas porque cuentan experiencias que el vivió.[3]
- La canción «Mientras me enamoras» en el EP presenta la versión en solitario. El 10 de septiembre de 2015 fue lanzada como el tercer sencillo del álbum en colaboración con Danna Paola.[5]

## Lista de canciones
Lista de canciones de Sentimientos maltratados 

| N.º   | Título                                   | Duración |  |
| 1.    | «Pegaditos» (Lalo Brito)                 | 3:05     |  |
| 2.    | «Mientras me enamoras» (Lalo Brito)      | 3:36     |  |
| 3.    | «Aprender a despegar» (Lalo Brito)       | 3:40     |  |
| 4.    | «Dile» (Lalo Brito feat Taimak)          | 2:57     |  |
| 5.    | «Ellas (Morena latin girl)» (Lalo Brito) | 3:14     |  |
| 16:33 |                                          |          |  |

## Historial de lanzamiento
| Región | Fecha              | Sello         | Formato                         | Ref         |
| ------ | ------------------ | ------------- | ------------------------------- | ----------- |
| Varios | 21 de mayo de 2015 | Independiente | CD, Descarga digital, Streaming | [ 7 ] [ 6 ] |